# Inna Alexandrowna Krylowa

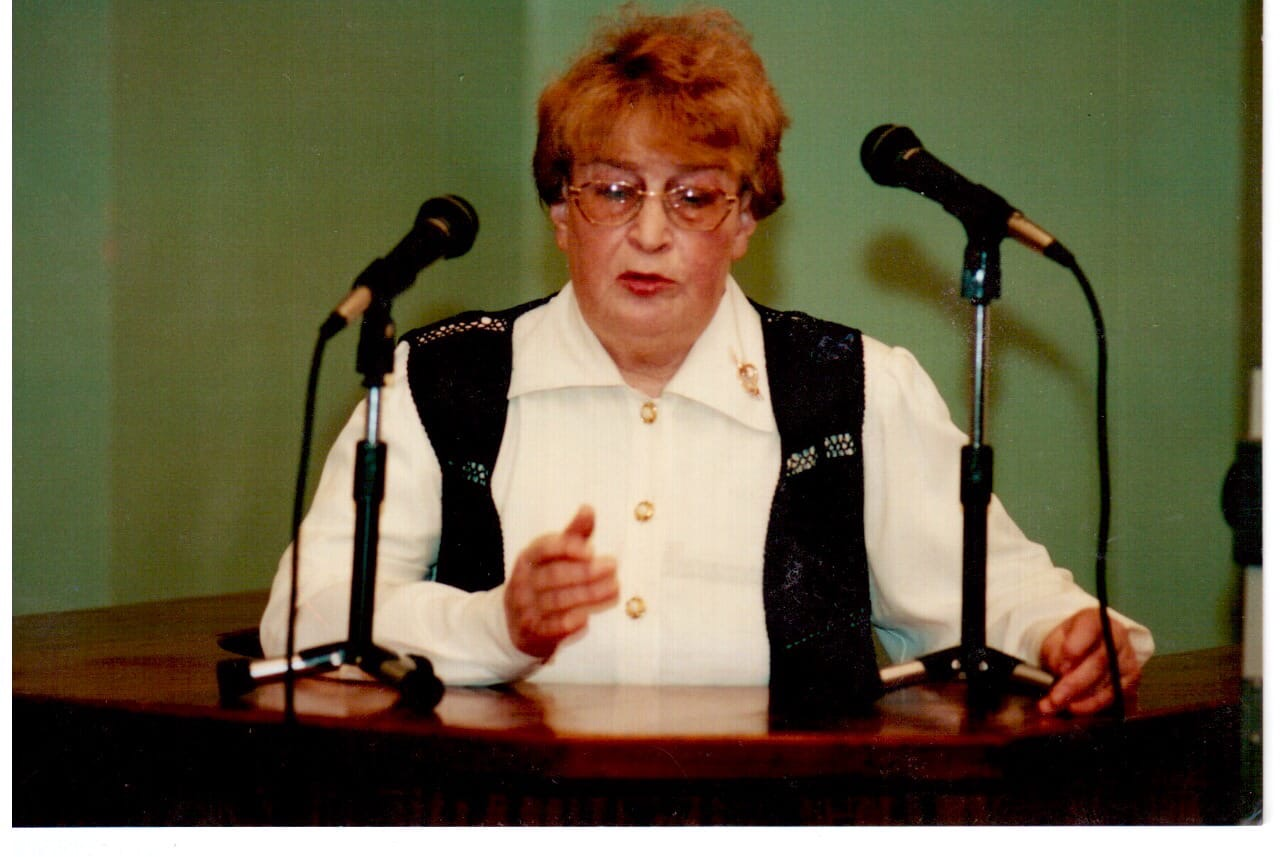
Inna Alexandrowna Krylowa

Inna Alexandrowna Krylowa (russisch Инна Александровна Крылова; * 29. April 1937 in Woronesch; † 1. Januar 2018 in Moskau) war eine sowjetische bzw. russische Chemikerin und Hochschullehrerin.

## Leben
Krylowas Eltern waren der Chefveterinär der Oblast Woronesch Alexander Michailowitsch Krylow und Alexandra Georgijewna Saporoschskaja, Tochter eines Kalatscher Schneiders. Der Großvater Michail Alexandrowitsch Krylow war Priester mit 12 Kindern, von denen 9 überlebten, und wurde während des Großen Terrors im August 1937 verhaftet, nach Artikel 58 des Strafgesetzbuches der RSFSR zur Höchststrafe verurteilt und erschossen (Rehabilitierung 1989).
Krylowa studierte an der Komsomol-Universität Woronesch mit Spezialisierung auf Chemie mit Abschluss 1959. Darauf wurde ihr eine Arbeitsstelle im Zentralen Forschungslaboratorium des Woronescher Synthesekautschuk-Werks zugewiesen.
Die Aspirantur begann Krylowa 1961 in Moskau im Institut für Physikalische Chemie der Akademie der Wissenschaften der UdSSR (AN-SSSR, seit 1991 Russische Akademie der Wissenschaften (RAN)) bei Pawel Ignatjewitsch Subow. Ihre Dissertation über die Wechselwirkung von Synthesekautschukdispersionen und Ruß verteidigte sie 1964 dort mit Erfolg für die Promotion zur Kandidatin der chemischen Wissenschaften.
Darauf wurde Krylowa wissenschaftliche Obermitarbeiterin des Forschungsinstituts für Lackbeschichtungstechnik des Ministeriums für Chemische Industrie der UdSSR in Chotkowo unter der Leitung Iwan Sedins. Sie verteidigte 1977 am Moskauer Institut für Physikalische Chemie ihre Doktor-Dissertation über den Beschichtungsprozess bei der galvanischen Abscheidung wässriger Lacksysteme mit Erfolg für die Promotion zur Doktorin der chemischen Wissenschaften 1978. Sie beteiligte sich am Aufbau und Testen von über 40 Lackierlinien in Automobil- und Maschinenbau-Werken. Sie nahm an in- und ausländischen Konferenzen teil.
Neben ihrer Forschungs- und Entwicklungsarbeit lehrte Krylowa am Moskauer Chemisch-Technologischen Institut (seit 1992 Universität).
Ab 1994 beteiligte sich Krylowa als wissenschaftlicher Motor an der Arbeit des Forschungs- und Produktionsverbunds MaschChimProm. An ihrem 80. Geburtstag erschienen ihre Memoiren.
Krylowa war mit dem Chemiker Juri Petrowitsch Kwasnikow verheiratet. Ihr Sohn Michail Kwasnikow war ein führender Lackierspezialist.